# Bouddha saute par-dessus le mur
Bouddha saute par-dessus le mur (en chinois : 佛跳牆 ; pinyin : fó tiào qiáng) est une variété de soupe aux ailerons de requin dans la cuisine de Canton et du Fujian, créé sous la dynastie Qing. Le nom du plat fait référence à sa capacité supposée à amener des moines bouddhistes à renoncer au végétarisme afin de pouvoir y goûter. Il est riche en protéines et en calcium.
Sa préparation requiert un grand nombre d'ingrédients (jusqu'à une trentaine) et un à deux jours de préparation. Les ingrédients varient suivant les recettes, mais incluent en général des œufs de caille, des pousses de bambou, des coquilles Saint-Jacques, des holothuries, des ailerons de requin, des ormeaux, du poulet, du jambon fumé, du tendon de porc, du ginseng, des champignons et du taro. L'utilisation d'ailerons de requin est controversée en raison de la pratique du shark finning (« pêche aux ailerons »), consistant à ne prélever que les ailerons des requins pêchés et à rejeter ces derniers à la mer, mutilés ; certains restaurants ont renoncé à proposer ce plat pour cette raison, notamment celui du Peninsula Hotel de Hong Kong.